# Mari Evans
Pour les articles homonymes, voir Evans.
Mari Evans (16 juillet 1919 - 10 mars 2017) est une poétesse, écrivaine et dramaturge afro-américaine associée au Black Arts Movement et militante du mouvement des droits civiques. Elle publie Black Women Writers (1950-1980): A Critical Evaluation (Doubleday, 1984), une anthologie critique, importante par son contenu et sa date de parution, consacrée au travail de quinze écrivaines noires. 

## Biographie

### Jeunesse et formation
Evans naît à Toledo, Ohio, le 16 juillet 1919, de Mary Jane Jacobs et William Reed Evans. De nombreuses biographies datent incorrectement sa naissance au 16 juillet 1923,,. Or, le 20 mars 2017, son petit-fils affirme dans une interview à l'Indy Star qu'Evans est née en 1919 (date notamment enregistrée dans la Bibliothèque du Congrès),. La mère d'Evans meurt lorsque Mari a sept ans et c'est son père qui l'encourage fortement à développer et cultiver sa capacité d'écriture tout au long de sa vie,,,.
Evans fréquente les écoles publiques locales avant de s'inscrire à l'Université de Toledo, dans l'Ohio en 1939. Elle se spécialise dans la mode, mais elle cesse ses études en 1941 sans avoir obtenu de diplôme universitaire.

### Vie personnelle
Evans se marie, elle est mère de deux fils, puis elle divorce et s'installe à Indianapolis,. Elle aime jouer du piano et elle « est fan de la scène jazz de l'Indiana Avenue » dans les années 1940 et 1950.
Evans est membre de l'église épiscopale méthodiste africaine Bethel d'Indianapolis, puis fréquente l'église méthodiste unie de Broadway dans ses dernières années. Evans meurt à Indianapolis le 10 mars 2017, à l'âge de quatre-vingt-dix-sept ans,. Les funérailles se déroulent à l'église méthodiste Saint-Luke à Indianapolis, pour accueillir la foule qui souhaite lui rendre hommage. Mari Evans repose au Crown Hill Cemetery d'Indianapolis sous le nom de Mari Phemster. Une peinture murale à son image est réalisée sur Massachussets Avenue, Indianapolis.

### Carrière
Après avoir quitté l'université, Evans décide de poursuivre une carrière de musicienne. Cette décision l'incite à déménager sur la côte Est, où elle commence à collaborer avec divers musiciens de jazz, dont Wes Montgomery, originaire d'Indianapolis, dans l'Indiana. En 1947, Evans quitte la côte Est pour s'installer à Indianapolis. Elle travaille pour l'Indiana Housing Authority avant de rejoindre la fonction publique américaine,.
Evans acquiert une notoriété en tant que poète dans les années 1960 et 1970 et elle est associée au Black Arts Movement, une démarche pour explorer la culture et l'histoire afro-américaines à travers les arts et la littérature,. Aux côtés d'Evans, d'autres membres éminents participent à ce mouvement comme Amiri Baraka, Gwendolyn Brooks, Nikki Giovanni, Etheridge Knight, Haki R. Madhubuti, Larry Neal et Sonia Sanchez, entre autres,.
Evans enchaîne une série de postes de professeure dans les universités américaines en 1969. De 1969 à 1970, elle est écrivaine en résidence à l'Université de l'Indiana - Université Purdue à Indianapolis, où elle enseigne la littérature afro-américaine. Evans accepte l'année suivante un poste de professeure adjointe et écrivaine en résidence à l'Université de l'Indiana à Bloomington, où elle enseigne jusqu'en 1978. De 1968 à 1973, Evans produit, écrit et réalise The Black Experience, un programme télévisé hebdomadaire pour WTTV à Indianapolis,. Plus tard, elle explique que le programme était sa tentative pour faire représenter les Afro-Américains par eux-mêmes.
En 1975, Evans reçoit un doctorat d'honneur ès lettres du Marian College de l'Université Marian (Indiana). Elle poursuit sa carrière d'enseignante à l'Université Purdue (1978-1980), à l'Université Washington de Saint-Louis (1980), à l'Université Cornell (1981-1985), à l'Université d'État de New York à Albany (1985-1986) et au Spelman College.

### Au service de la communauté
Evans est une militante pour la justice sociale et contre le racisme,. Comme elle le fait remarquer plus tard « Depuis que j’ai cinq ans... je sais que la couleur est un problème sur lequel la société et moi serions en guerre ». Mari Evans milite pour la réforme des prisons et contre la peine capitale. Elle travaille avec des groupes de théâtre et des organisations communautaires locales, notamment Girls, Inc. of Greater Indianapolis et la Young Men's Christian Association. Evans est bénévole dans des écoles élémentaires et secondaires,.

## Écriture
Bien que son recueil de poésie le plus renommé, I Am a Black Woman (1970), et bon nombre de ses premiers poèmes précèdent le Black Arts Movement, ses œuvres résonnent avec les messages des poètes des Arts noirs sur la libération culturelle, psychologique et économique des Noirs. Les thèmes de l'amour, de la perte, de la solitude, de la lutte, de l'orgueil et de la résistance sont courants dans la poésie d'Evans,,. Elle utilise « l'imagerie, la métaphore et la rhétorique » pour décrire l'expérience Afro-Américaine, sujet de son travail littéraire. Elle précise que « lorsque j'écris, j'écris, selon le titre de la poésie classique de Margaret Walker : pour mon peuple ».
L'écriture d'Evans est principalement orientée vers les questions de race et d'identité. Ses poèmes mettent fréquemment en vedette des femmes Afro-Américaines. Elle est « connue pour l'intensité de ses propos et sa franchise sans fioritures ». Bien que son premier recueil de poésie, Where is All the Music ? n'emballe pas la critique, son deuxième recueil, I Am a Black Woman (1970), lui vaut un intérêt et une notoriété internationales. Ce deuxième ouvrage, qui comprend son poème le plus connu et lui donne son titre, appelle au changement social,. Parmi les autres poèmes renommés d'Evans figurent : Celebration, If There be Sorrow, Speak the Truth to the People, When in Rome et The Rebel, entre autres. Ses œuvres suivantes se nomment, Nightstar 1973-1978 (1981), considéré comme l'un de ses meilleures recueils de poésie et A Dark and Splendid Mass (1992),.
Dans ses travaux ultérieurs, Evans commence à utiliser des techniques expérimentales et à incorporer des idiomes afro-américains, de manière à encourager les lecteurs à s'identifier et à ressentir du respect pour l'orateur. Ses poèmes sont également qualifiés de « réalistes », « pleins d'espoir », « parfois ironiques » et enthousiastes. Dans son poème, « Who Can Be Born Black » (Qui peut être né noir), elle conclut avec les lignes : « Who Can Be Born Black and not exhult ! » (Qui peut être né noir et ne pas exulter !). Evans parle de la nécessité de rendre le Noir à la fois beau et puissant. Dans son poème I am a Black Woman, la dernière strophe dit ceci : « I am a black woman/ tall as a cypress/ strong/ beyond all definition still/ defying place/ and time/ and circumstance/ assailed/ impervious/ indestructible/ Look on me and be/renewed » (Je suis une femme noire / grande comme un cyprès / forte / bien au-delà de toute définition / défiant le lieu / et le temps / et les circonstances / assaillie / imperméable / indestructible / Regardez-moi et soyez / une nouvelle personne). Elle dit aussi : « Je n'ai jamais été confinée sauf quand j'ai moi-même créé la prison ».
Bien qu'elle soit principalement connue pour sa poésie, Evans écrit des fictions courtes, des livres pour enfants, des drames, des articles et des essais. Elle édite « l'anthologie révolutionnaire », Black Women Writers (1950-1980): A Critical Evaluation (1984). C'est un recueil de plus de quarante essais sur les contributions littéraires de quinze écrivaines noires. Ce travail est considéré comme une « contribution importante » au travail universitaire jusque-là limité sur le sujet des auteures noires. Evans aborde les problèmes sociaux dans ses œuvres, même dans les livres pour enfants. Dear Corinne, Tell Somebody! Love, Annie (1999), par exemple, concerne la maltraitance des enfants et I'm late (2006) traite de la grossesse chez les adolescentes,.
En 1975, Evans est en résidence à la colonie d'écrivains MacDowell et en 1984, elle séjourne à la colonie des écrivains Yaddo.

### Archives
Les archives de Mari Evans sont déposées et consultables à la bibliothèque de l'Université Emory, à Atlanta dans l'État de Géorgie.

## Héritage
Evans est « souvent considérée comme une figure clé du Black Arts Movement » et parmi les plus influentes poètes noires du XXe siècle. Un critique littéraire note que le fait qu'Evans utilise « des idiomes noirs pour transcrire la voix authentique de la communauté noire est une caractéristique originale de sa poésie ». Bien qu'elle soit bien connue dans les « cercles littéraires » de la côte Est, Evans et sa poésie n'ont pas la même notoriété à Indianapolis, où elle a vécu pendant de nombreuses années. 

## Œuvres choisies

### Poésie
- (en) Where is all the music ?, vol. 6, London, P. Breman, coll. « Heritage series », 1968 (OCLC 119992)
- (en) I Am a Black Woman (Coretta Scott King Book Award pour son travail d'auteure, 1971), Writers & Readers Publishing, 160 p. (ISBN 0863163149, OCLC 232624035)
- (en) Nightstar: 1973-1978, Univ of California Center for Afro, 1981, 78 p. (ISBN 093493407X, OCLC 6791209)
- (en) A Dark And Splendid Mass, Writers & Readers Publishing, 1992 (ISBN 0863163122, OCLC 702366001, présentation en ligne)
- (en) Continuum: New and Selected Poems (préf. Maya Angelou, postface Nikki Giovanni), Black Classic Press, 2007, 150 p. (ISBN 1574780387, OCLC 940364042, présentation en ligne)

### Livres pour enfants
- (en) JD, Doubleday Books, 1973, 58 p. (ISBN 0385082479, OCLC 2573915)
- (en) I Look at Me ! (ill. Mike Davis), Third World Press, 1974, 28 p. (ISBN 0883780380, présentation en ligne)
- (en) Rap Stories, 1974
- (en) Singing Black: Alternative Nursery Rhymes for Children, Just Us Books, 1998, 31 p. (ISBN 9780940975804, OCLC 39254707, présentation en ligne)
- (en) Jim Flying High, Doubleday Books, 1979, 32 p. (ISBN 0385141297, OCLC 4593207)
- (en) Dear Corinne, Tell Somebody ! Love, Annie: A Book about Secrets, Just Us Books, 2000 (1re éd. 1999) (ISBN 0940975815, OCLC 248502909, présentation en ligne)
- (en) "I'm Late": the Story of LaNeese and Moonlight and Alisha Who Didn't Have Anyone of Her Own, Just Us Books, 2006, 86 p. (ISBN 1933491000, OCLC 64627091, présentation en ligne)

### Théâtre
- (en) River of My Song, 1974
- (en) Eyes
- (en) Portrait of a Man, 1979
- (en) On The Death of Boochie by Starvation, vol. 5, coll. « Callaloo », 1979, 46 p.
- (en) The Pro, 1979
- (en) New World (children's musical), 1984

### Non-fiction
- (en) Black Women Writers (1950–1980): A Critical Evaluation, Anchor, 1984, 576 p. (ISBN 978-0385171250, présentation en ligne, lire en ligne)
- (en) Black women writers : arguments and interviews, London, Pluto Press, 1985 (ISBN 9780745300184, OCLC 18799981)
- (en) Clarity as concept : a poet's perspective : a collection of essays, Chicago, Third world Press, 2006 (ISBN 9780883782316, OCLC 238628840)

## Prix et distinctions
- 1965-1966 : bourse John Hay Whitney[23]
- 1968 : subvention de la Woodrow Wilson Foundation (en)[23]
- 1970 : prix de la Conférence des écrivains de l'Université de l'Indiana[23]
- 1970 : premier prix de poésie de la Black Academy of Arts and Letters[13],[22]
- 1975 : doctorat ès lettres d'honneur du Marian College[23]
- Bourse MacDowell Colony[23]
- 1980 : bourse Copeland du Amherst College
- 1981 : prix National Endowment for the Arts[23]
- 1997 : sujet figurant sur un timbre-poste ougandais[12]
- 2002 : nommée aux Grammy Awards pour son fascicule de notes dans The Long Road Back to Freedom: An Anthology of Black Music
- 2007 : honorée pour l'African American Legacy Project of Northwest Ohio
- 2015 : prix de la Fondation de la bibliothèque publique d'Indianapolis honorant l'ensemble de son travail[27]
- 2016 : sujet de la peinture murale de Michael « Alkemi » Jordan, installée sur le mur extérieur d'un immeuble, situé sur Massachusetts Avenue, à Indianapolis[2],[31] .

### Articles
- (en-US) Robert P. Sedlack, « Mari Evans : Consciousness and Craft », CLA Journal, Vol. 15, No. 4,‎ juin 1972, p. 465-476 (12 pages) (lire en ligne),
- (en-US) Dana A. Williams, « Mari Evans's "Blackness: A Definition": New Dimensions », The Langston Hughes Review, Vol. 22,‎ 2008, p. 45-57 (13 pages) (lire en ligne),
- (en-US) Simon Abramowitsch, « Rearing the Children and Raising the Family/Nation in the Works of Mari Evans », The Langston Hughes Review, Vol. 22,‎ 2008, p. 58-73 (16 pages) (lire en ligne),
- (en-US) Kristin L. Matthews, « Neither Inside Nor Outside: Mari Evans, the Black Aesthetic, and the Canon », CEA Critic, Vol. 73, No. 2,‎ 2011, p. 34-54 (21 pages) (lire en ligne),

### Essais
- (en-US) Afro-American poets since 1955, Gale Research Co, 1985, 409 p. (ISBN 9780810317192, lire en ligne), p. 117-123,
- (en-US) Joyce Owens Pettis, African American poets : lives, works, and sources, Greenwood Press, 2002, 384 p. (ISBN 9780313311178, lire en ligne).
- (en-US) Robert Langton Douglas, Resistance, Insurgence, and Identity: The Art of Mari Evans, Nelson Stevens, and the Black Arts Movement, Africa Research and Publications, 2008, 376 p. (ISBN 1592215653, présentation en ligne)